# Octopus favonius
Octopus favonius är en bläckfiskart som beskrevs av Gray 1849. Octopus favonius ingår i släktet Octopus och familjen Octopodidae. Inga underarter finns listade i Catalogue of Life.